# Grote of Sint-Nicolaaskerk (Eemnes)
De Grote of Sint-Nicolaaskerk in Eemnes, in de Nederlandse provincie Utrecht, is een laatgotisch bouwwerk uit de 15e eeuw.

## Beschrijving

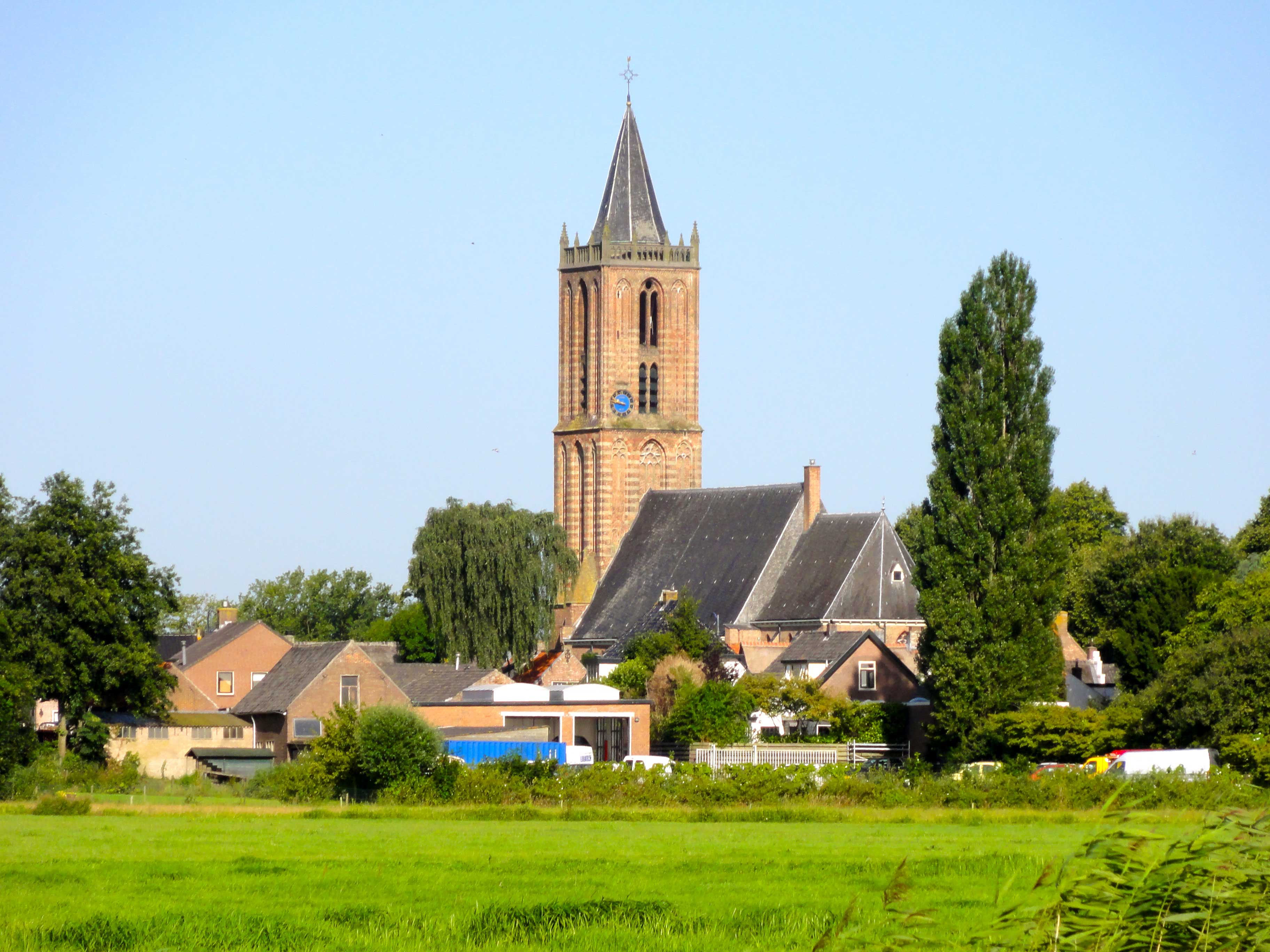
Zicht op de kerk van Eemnes vanaf de Eemnesservaart gezien

De Sint-Nicolaaskerk van Eemnes werd gebouwd op een terpachtige verhoging bij de Wakkerendijk. Oorspronkelijk was de kerk gewijd aan Sint-Nicolaas. De kerk, het schip en het koor werden in de 15e eeuw gebouwd. De historische kring Eemnes dateert, op basis van muntvondsten en een geschrift van de Naarder stadssecretaris Pieter Aelmansz, de bouw van de kerk een eeuw eerder, omstreeks 1380. Zowel de gemeente Eemnes als de Hervormde gemeente vermelden dat in 1352 toestemming werd verkregen om deze kerk te bouwen. De toren werd in 1521 aan de kerk toegevoegd. In 1574 werd de kerk grotendeels verwoest. Waarschijnlijk in het begin van de 17e eeuw werd de kerk weer herbouwd. De kerk werd in 1905 en in de jaren 1962 tot 1967 gerestaureerd. In het interieur bevinden zich diverse renaissancistisch vormgegeven onderdelen, zoals een kansel uit 1604, een koorhek uit 1618, een doophek uit 1649 en borden met de Tien geboden en de Twaalf artikelen van het geloof uit respectievelijk 1607 en 1612. De herenbanken dateren uit de achttiende eeuw.
De hoge toren, die vanuit de Eemnesserpolder goed zichtbaar is, telt drie geledingen en is gemaakt van baksteen en natuursteen. De toren wordt bekroond met een achtkantige torenspits. Ter weerszijden van de toren bevinden zich kleinere torens, een traptoren en een toren met een doopkapel op de begane grond. De toren is sinds 1798 in het bezit van de burgerlijke overheid. Van 1953 tot 1958 werd de toren gerestaureerd. Het uurwerk in de toren is van Franse makelij en dateert uit 1901.
Zowel de kerk als de toren zijn erkend als rijksmonument. Ten oosten van de kerk zijn alle woningen aan de Kerkstraat eveneens erkend als rijksmonument.